# Фурик Володимир Олександрович
Фурик Володимир (* 21 листопада м.Львів 1957 — † 1 грудня 2000, Київ, Україна) — український дизайнер, художник костюмів.
Народився 1957 р. Батько був чоботарем, мати — економкою у багатих поляків, які після приєднання західної України залишили свій будинок, запропонувавши поселитися там сім'ї Володі. Крім сина, в сім'ї виховувалися дві дочки.
Вступив до Львівського інституту декоративно-прикладного мистецтва по класу скла, але на другому курсі захопився театром. 
Працював у Марка Баціяна в «Современнике», у Бориса Озерова в «Гаудеамусі» актором, декоратором, художником по костюмах. 
Хоч захоплення народним костюмом з'явилося набагато раніше, ще у 16 років, коли він прийшов танцювати у вокально-хореографічний ансамбль «Галичина», художнім керівником якого був Ярослав Чуперчук. Оскільки костюми в ансамблі оригінальністю не відрізнялися, Володя вирішив сам ними зайнятися. Це згодом і стало повітрям, яким він дихав до останньої хвилини свого життя.
Створив костюми для театральних, танцювальних, фольклорних колективів, фільмів «Аве, Марія» (1999) й «Молитва за гетьмана Мазепу» (2002).
Помер 1 грудня 2000 р. у Київ.